# 윤민중
윤민중(尹閔重, 2001년 3월 19일 ~ )는 대한민국의 바둑 기사이다.

## 약력
대전 옥득진 프로바둑도장 출신이다. 2013년 무령왕릉배 세계청소년바둑대회 초등최강부에서 우승하고 2013년 일요신문배 어린이 전국바둑대회에서 3위를 차지했다. 2015년 일요신문배 중고생바둑대회 갑조에서 우승했다. 2015년 제2회 지역영재입단대회를 통해 입단했다.
2016년 제4기 합천군 초청 하찬석국수배 영재바둑대회 8강과 2017년 제5기 합천군 초청 하찬석국수배 영재바둑대회 16강, 2018년 제6기 하찬석국수배 영재바둑대회 본선 16강에 진출했다. 2020년 3단을 거쳐 2022년에 4단으로 승단했다.